# Buna Konstantin Sándor
Buna Konstantin Sándor (Ótohán, ma Zernest (Románia) község része 1938. május 21. – Budapest, 2017. január 23.) aranydiplomás festőművész-tanár volt. Műveiben a fogalom meghatározását kereste, azt a közöset, ami egy városi vagy falusi ember számára éppen úgy jelentheti a megfoghatatlan azonosat. Pl.: „Évszakok” c. képeinél az élet feletti örömöt akarta és tudta kifejezésre juttatni. Tanári, oktatói munkájának alapelve: az ember veleszületett adottsága a létrehozás, kreativitás. A kreativitás lényegét így fogalmazta meg: „A világot látni, mint más, de alkotni úgy, mint senki más.”

## Élete
Édesapja asztalos mester volt, a család minden bútorát maga készítette. 1939-ben a közeli papírgyár egyik klórmész tartálya felrobbant, a klórgáz elpusztította a környező növényzetet, megfertőzte az embereket. Későbbi betegségeit ebből eredeztette. 1940-ben, a második bécsi döntés után, Észak-Erdélynek az anyaországhoz való visszacsatolása után a román hatóságok a magyar családokat 48 órán belül Dél-Erdély elhagyására szólították fel a hatóságok. Magyarországra mindent hátrahagyva, elveszítve érkeztek meg. A család Hercegszántón telepedett le. Itt született két testvére, Ilona és János. Korán kezdte érdekelni a színek világa. Három éves korában, apja asztalosműhelyében talált deszka darabokat a porcsinrózsa színes szirmaival festegette. A gimnáziumot Baján kezdte és Szentgotthárdon fejezte be, 1960-ban. A gimnáziumi évek alatt színes nyomatokat másolt, majd saját maga által talált témákat festette meg. 1956-ba költözött Budapestre. Később a kémia tanára biztatására jelentkezett a budapesti Magyar Iparművészeti Főiskolára, ahol 1966-ban szerzett diplomát. 1963-ban feleségül vette diákkori szerelmet, Polgár Ilonát, akivel élete végéig harmonikus házasságban élt.

## Diplomamunkája
Diplomamunkája – az első magyarországi absztrakt diplomamunka! – az építészettel szervesen összefüggő, annak kiegészítését szolgáló feladat volt. Az adott környezethez, a homogén felület erősen klasszikus, fény-árnyékra épített rusztikus kiképzés volt szükséges. Ehhez a tufát választotta. 

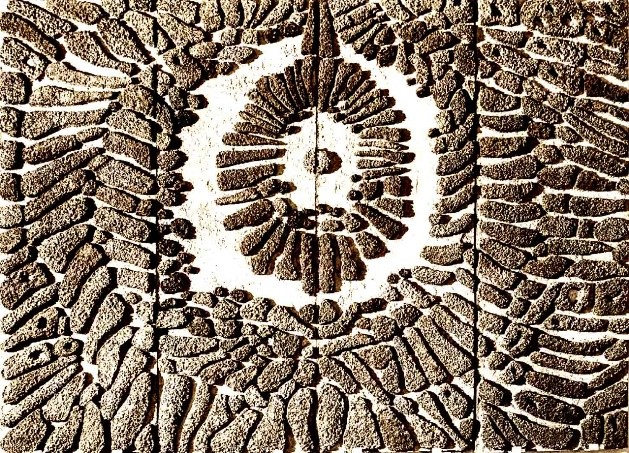
Fali plasztika című diploma munkája (tufa, beton mozaik, 184x243 cm) a Magyar Iparművészeti Főiskola Kinizsi utcai szárnyának folyosóján nyert elhelyezést.

A mozaikszerű formák biztosítják – természetesen rendezéssel – az életet magát, a konkrétságában stagnáló, lüktető sajátos megfogalmazását. Ezért kellett szinte magától értetődően használnia középpontban a kört, mint a legtökéletesebb formát, ami körül valami időszakos állandóság, belső zárandóság jöhet létre. Az élet szimbolika éppen ezért lassú bomlással indul, és törvényszerű formát vesz fel az elmúlás résznél. Az elbomlás érzetét nem csak a spirál szerű formával, hanem a szimbolikus rész belső rendezetlenségével kívánta elérni. Ez mintegy végső eltűnésként szívórendszerben enyészik el, magában hordva a új rendezettségét, amiben befejeződik, illetve ad jelet egy újabb kezdés lehetőségének (örök megújulásként). A színezés csak az exponált pontokon fokozottabb, máshol csupán a mozgást és a mozaikszerű hatást segíti.

## Művészeti – festőművészeti munkája, hitvallása
A diploma átvétele után két évig a Népművelési Intézetben dolgozott művészeti előadóként, segítve a nem hivatásos képzőművészek munkáját. 1967-ben elnyerte a Fiatal Művészek Stúdiójának ösztöndíját és még ez évben a Magyar Népköztársaság Művészeti Alapja, – mai néven Magyar Alkotóművészek Országos Egyesülete tagjává fogadta.
Művész hitvallását az alábbiakban foglalta össze:
„Egy életmű felépítésének mindenek előtt biztos alapokon kell nyugodnia. Ez az alap széles látókörből, a festői hivatás technikai és szakmai felkészültségéből, a láttatás emberközpontúságából kell, hogy összetevődjön, mégpedig az adott társadalom meghatározásaként. Minden értékes műalkotásnak a kor színvonalát, a művész társadalmi szerepét és a társadalomról alkotott véleményét kell tükröznie komoly meggyőződéssel. 
Ezt a meggyőződést nem az információs halmaz, a stílusok, irányzatok hatása kell, hogy jelentse, hanem az életet magát, a humánum oldaláról való megítélésünk kell, hogy adja.
A munkáskörnyezet, amiben felnőttem és az intellektuális szint, amit elértem, egyre inkább kötelez az emberhez szólás alázatára művészetemben. 
Műveimben a fogalom meghatározását kerestem, azt a közöset, ami egy városi vagy falusi ember számára éppen úgy jelentheti a megfoghatatlan azonosat. Pl.: „Évszakok” c. képemnél az élet feletti örömöt szeretném visszaadni, fogadva és elítélve az iszonyatot: „Pánik” című művemben. 
Színelméleti és formatanulmányaimat következetesen szeretném kifejezésre juttatni a tartalmi összefüggésben, annak egyértelmű megjelenítésével. Nem építek stílusokra, hagyományokra még akkor sem, ha tudatában vagyok azok nagyszerűségének, mert megváltozott társadalmi rendünk belső adottságai, sajátos gondolkodásunk jelentheti egyedül a meghatározót számomra. Életünkről alkotott véleményemben úgy érzem eljutottam odáig, hogy vállalni merjem az elképzelt kifejezési formák továbbfejlesztését. Szeretném elérni egyszer, hogy az alkotások egyetemes szinten fejezzék ki azt az életörömöt, ami bennünk rejlik. 
Műveken keresztül láttatni azt a valóságot a művészet magas szintjén, ami nem külső hatások útján, hanem önnön kezdeményezésből hatna az egyetemes művészettörténetre”. 
Vallotta, hogy a „szakmát” meg kell tanulni! A pontos rajz, a kompozíció, a térlátás, színek és formák (végtelen) ismerete feltétele az alkotásnak. Csak azzal a tudással lehet egy művész naturalista vagy elvont gondolkodású, ha pontosan elsajátítjuk a figurális művészetet a maga realitásával, pszichológiai véleményével, mind színben, mind formában.
A művésznek ismernie kell a művészet (festészet) hosszú évszázadok alatti történetét is.
Ő többet látott az elvont gondolkodásban. A nagyszerű szín és forma elméletek már régóta léteztek. Használatuk vagy értelmezésük kevés magyar festőre jellemző.
A magyar festészet a Nagybányai Művészteleppel válik jelentékennyé, számos kiváló és ismert festőművésszel. Érdekes módon, mint festő, egy szobrász Max Bill „Végtelenség” című térplasztikája hatására döntötte el, (tartalma és formája miatt) hogy a fogalmi festészet felé fordul, és követi annak irányvonalát. Természetesen a naturális szemlélet nem ment el egyik napról a másikra – az elvontság felé. 

## Fő művei és azok jellemzése saját szavaival

### Az élet
Az élet című triptichon filozófiai megjelenítése létezésünknek. A téma évekig foglalkoztatott és ezirányú érdeklődésem nem is fog elmúlni. 
|  |  |  |

A három kép: egységes egész, elválaszthatatlanok egymástól.  – A téma fogalmi megjelenítése elvont színvilágot vont maga után. A hideg háttérben, az élettelen részek szürkében – a mozgó, feszülő, élő formák azok kevés arany árnyalataival, illetve a meleg fehérrel nyernek kifejezést. Az egészet ünnepélyes hangvétel hatja át.

### Az évszakok
Ha összehasonlítjuk a négy képet, feltárul az évszakok belső formai és színbeli folyamata, (a feltörekvő dinamika – beteljesülése – megsemmisülése – és végül lemerevedése). Ellentét páronként (tavasz – ősz – nyár – tél) A feltörekvő buja formájú zöld tavasznak ellentéte a kaotikus, kuszált vörös ősz – a beteljesedő, meleg sárgájú nyárnak, a merve és szögletes hideg kék tél. 
Eddig az évszakokat emberi szempontból ábrázolták, vagy – pl. nyáron egyik ember nyaral, a másik kaszál – de a lényeg az, amit a természet szab meg magának, az „örök rend”. Én ezt tartottam irányadónak. 
|  |  |  |  |

## Jelentősebb művei és azok jellemzése saját szavaival
| A RÉZMŰHELY | NEMZEDÉKEK | LÉG ÉS FÖLD | LÁTOMÁS |

## Feledy Balázs művészettörténész kiállítás megnyitó beszéde (részlet 2017.09.)
"Egy nagyon módszeres, tudatos alkotóról van szó, aki azonban nem száraz racionalitással, kimódolt spekulativitással közelített művészi problémái megoldásához, hanem nagyon is érzékeny, emócióra építő szemlélettel. Az is különös, hogy ő ugyan festő volt, de előttünk vannak olyan művei, melyek grafikáknak minősíthetők, illetve akként mutatta be őket, s ezek a művek még valóban nem léptek át a festészet birodalmába, illetve határterületeken mozogtak. Izgalmas követnünk, hogy Buna Konstantin nem a valóság közvetlen leképezésében látta céljai megvalósítását, hanem inkább törvényeket kívánt felfedezni, majd ezeket alkalmazni. Egy korábbi kiállítási meghívójában ezt olvashattuk „ a művészet nem a természet reprodukálása, hanem az értelmezése”.  Ez egy fontos gondolat művészete szempontjából is. Buna Konstantin ugyanis valóban értelmez. Jelenségeket, összefüggéseket, törvényeket. 
Pályája fokozatosan építettnek tűnik, ahogy a realizmusból lassan tovább lépve kialakul – nevezzük így – lírai konstruktivitása. Ez a felfogás fontos csendéleteinél is. Képes fogalmakat vizualizálni, jelzéseket adni és venni, majd rögzíteni. Festészetében fontossá vált a gesztus, de festői gesztusai sosem „befagyottak” hanem dinamikusak. Pasztelljei elemi erőket jelenítenek meg. Ritka, hogy valaki pasztellben ilyen „kemény” végeredményt teremtsen, melyben a szerkezetnek is fontossága lesz. Nagy távlatok, nagy kérdések ábrázolódnak, pl. a Lég és Föld című festményén."

## Művészet – oktatói tevékenysége

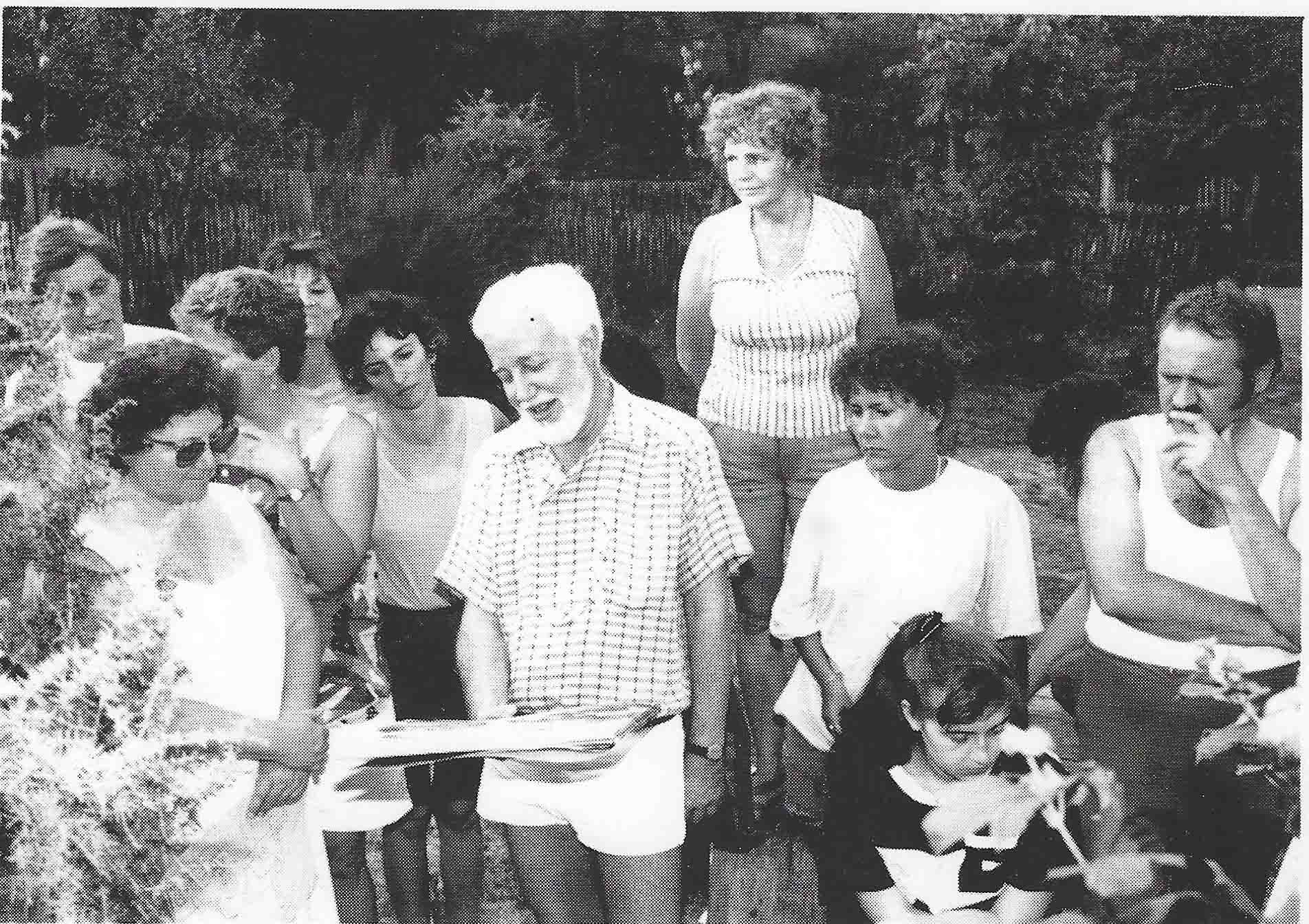
Buna Konstantin tanítványai körében az 1991-es gömörszőlösi alkotótáborban

Képzőművészeti tevékenységét oktatói formában már a főiskola utolsó évében megkezdte. 1965-ben a Híradástechnikai Gépgyár képzőművészeti alkotókörének újjászervezésével és vezetésével bízták meg, majd 1968 február óta (1973-ig) a nagymúltú Csepel Művek Képzőművészeti köre vezetését kapta meg. Így elődei Ék Sándor, Mikus Sándor, Ilosvai Varga István, Szentgyörgyi Kornél és Gádor Emil munkáját folytathatta. Az itt eltöltött évek meghatározóak voltak számára és megerősítették abban, hogy a festészet mellett a képzőművészeti oktatást hivatásának tekintse.
Munkája eredményének elismeréseként 1967-ben három hónapos Stúdió ösztöndíjban részesült. Részt vállalt a Csepel Galéria létrehozásában, berendezésének tervezésében és színkondicionálásában, ami 1970 április óta a csepeli dolgozók számára közel hozta a képzőművészetet. –
Ugyanakkor elméleti előadásokat tartott a Vasműben korunk képzőművészeti problémáiról, annak jobb megértéséről, ami különösen itt a munkásfiatalok között jelentőséggel bírt. 
Közel negyven évig amatőr zsűri (Bíráló Bizottság) tagja volt. 

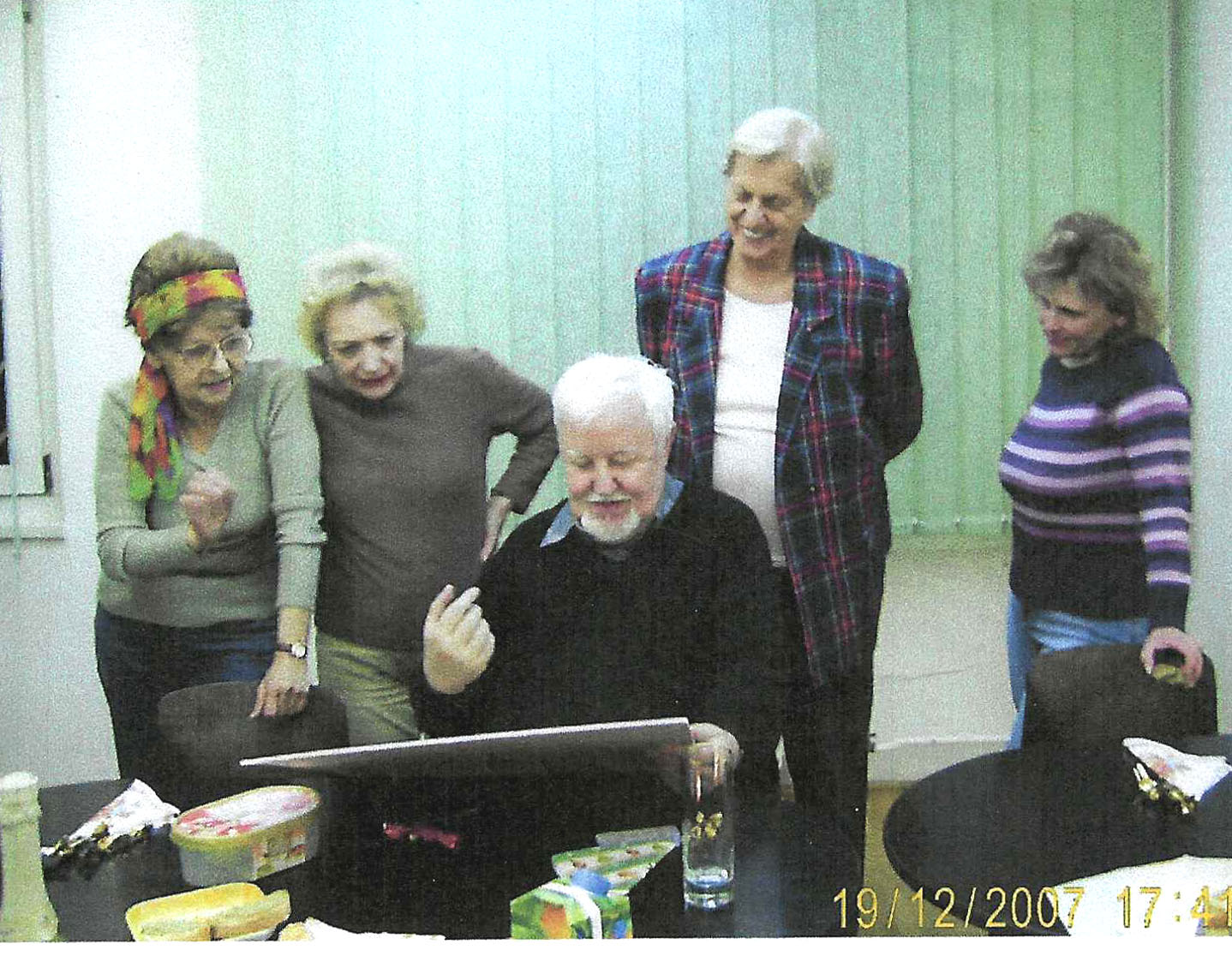
Buna Konstantin tanítványai körében a Kondor Béla Közösségi Házban vezetett szakkörében

 28 éven át szervezte és vezette az alkotótáborokat, főként a Vasas Szakszervezet Művészeti Tanácsának titkáraként. Képzőművész köröket vezetett rendszeresen a fővárosban. 1987 óta a Jászberényi Berényi Műhelyben havonta, és esetenként Oroszlányban tartott képzőművészeti konzultációt. 
A pestszentlőrinci Kondor Béla Közösségi Háztól (akkori Havanna Közösségi Ház) 1988-tól kapott megbízást a Képzőművész Kör vezetésére és közel harminc évig végezte e számára fontos, örömteli tevékenységet. A kerület művészeti életében meghatározó szerepet tulajdonítottak neki és nagy megbecsülésben részesítették. 

## Oktatása célját és eredményeit így jellemezte
” A szavak jelentést hordoznak, de önmagukon kívül semmit nem mondanak. Hogy felhasználjuk őket meg kell találnunk, tanulnunk a megfelelő kifejezést és a szakmai követelményeket. A papíron, a vásznon, a tűzzománcon már mondatokat írunk és mondanivalót akarunk közölni. Ezt a közlést mindenki másképp írja, festi és mondja a saját szavaival. Fontos, hogy ez a hang mindent elmondjon az alkotásról. A finom precizitást a nagyvonalúságot, az elvontságot, a dinamizmust, az erőteljes formavilágot, színharmóniát egyensúlyos rendezett kompozícióval.
Így válik a szavakból mondat összetett szó, fogalom a képíráshoz. A képzőművész kör sok tagja eljutott idáig. Térlátásuk, színérzékük, egyéni érzésvilágukon keresztül nyert kifejezést, szinte a semmiből jutottak el az önálló gondolkodásig, alkotásig. 
A képzőművész körben a tűzzománc technika elsajátítása is magas szinten történt, ami kiemelkedő alkotásokat eredményezett. A művészettörténet folyamatának megismerése mindenkit segített a jelen megértéséhez.  
Elmondhatjuk, hogy világszemléletük és jártasságuk a képzőművészetben, egymás „képírásának” és (alkotásainak) elismerése kihat környezetükre több ezer ember ízlésvilágának javítására. Mindez bizonyítja a képzőművészeti kör működésének fontosságát. 
A sikeres közös és egyéni kiállítások hosszú sora részemre fokozott aktivitásukat jelezte, de a lényeget figyelembe véve egyéni hangjuk, művészeti fejlődésük jelentette a többletet, amit azzal értem el, hogy mindenkit a maga útján hagytam fejlődni és segítettem egyéni stílusának kialakítását”.

## Önálló kiállításai
- 1971. Csepel
- 1972. Nyíregyháza
- 1975. Pincegaléria, Budapest
- 1978. Damjanich János Múzeum, Szolnok
- 1978. Karcag
- 1994. Csepel Galéria
- 1994. Jászberény
- 1998. Csepel Galéria
- 1998. Városháza Galéria, Budapest XVIII. kerület
- 2004. Városháza Galéria, Budapest XVIII. kerület
- 2008. Városháza Galéria, Budapest XVIII. kerület
- 2008. Erdei Éva Galéria, Budapest
- 2021 óta állandó kiállítás: Tomory Lajos múzeum Budapest XVIII. kerület

Csoportos kiállítása gyakran volt, országszerte.

## Elismerések a művészi és pedagógiai tevékenységéért
- Fiatal Művészek pályázati díja – plakett,
- Nemzeti Kulturális Örökség Minisztériumának miniszteri díja: „Wlassics Gyula” díj,
- „Csokonai Vitéz Mihály” – alkotói díj,
- Pestszentlőrinci Önkormányzat díja, a „Művelődésért”,
- II. Szolnoki Festészeti Triennálé II. díja,
- Képző és Iparművészeti Szakszervezet – „Művészeti” díj,
- Csepeli Tanács „Népművelésért” – plakett,
- MSzOSz „Művészeti és Kulturális” díj,
- Tűzedzők Művészetbarát Asztaltársasága „Dicsérő Oklevél”.